# 熔岩喷泉

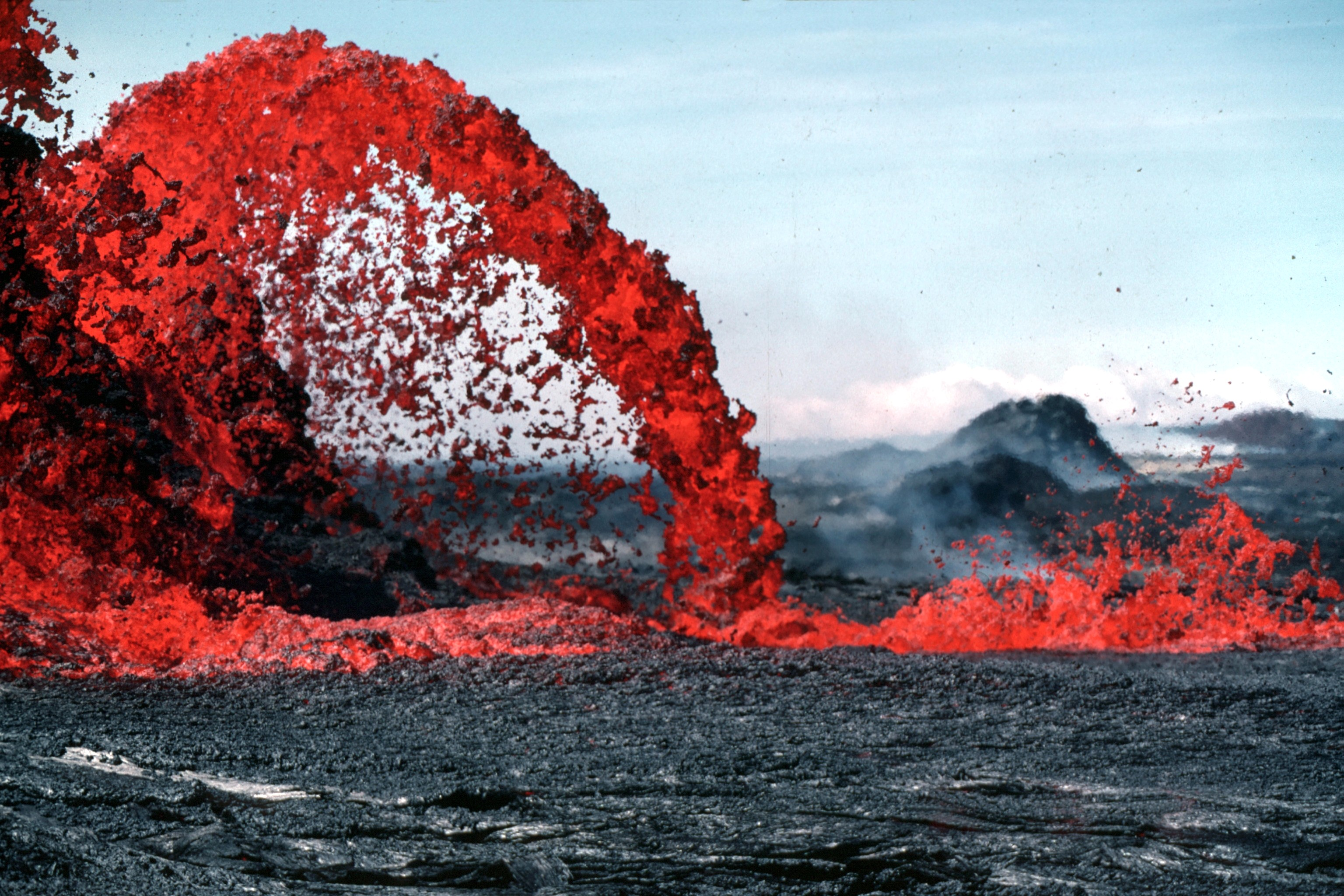
美国夏威夷10米熔岩喷泉。

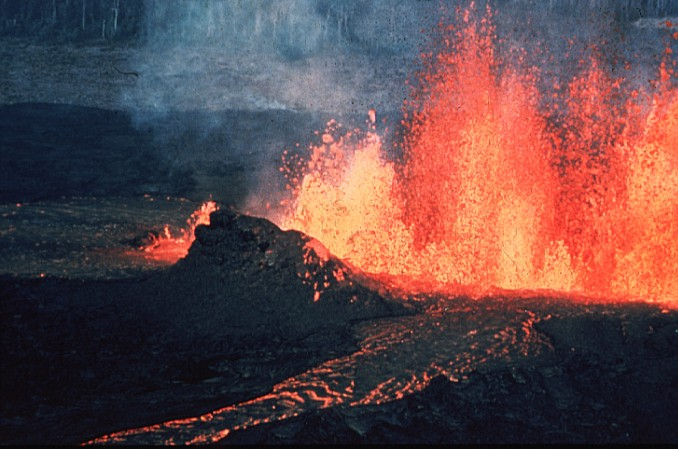
火山喷发-熔岩喷泉.

熔岩喷泉(Lave Fountain) - 熔岩在巨大压力下呈现的喷发形式，喷泉的高度可以达到几十米以上。有時候，熔岩像滅火器中的液體一樣噴射出來，形成真正的噴泉，高度有幾十米。

1959年，夏威夷的基拉韋厄·伊基火山噴發的時候，熔岩高達500多米。

1986年，在日本的伊豆－大島中，出現了一次地裂，並釋放出一道高達1500米的名副其實的熔岩簾。